# Pete (Name)
Pete ist eine insbesondere im englischen Sprachraum gebräuchliche Kurzform des männlichen Vornamens Peter. Als englischer Familienname ist Pete nicht bekannt und kommt nur sehr vereinzelt als Nachname vor.

## Namensträger

### Vorname
- Pete Ariel (1941–2012), deutscher Filmregisseur
- Pete Best (* 1941), britischer Musiker
- Pete Beyer (* 1987), britischer Biathlet
- Pete Brown (1906–1963), US-amerikanischer Saxophonist und Bandleader
- Pete Brown (1940–2023), britischer Dichter und Songwriter
- Pete Burns (1959–2016), britischer Popsänger der Band Dead or Alive, Songschreiber, Fernsehpersönlichkeit
- Pete Candoli (1923–2008), US-amerikanischer Trompeter
- Pete Christlieb (* 1945), amerikanischer Musiker
- Pete Conacher (1932–2024), kanadischer Eishockeyspieler
- Pete Cosey (1943–2012), US-amerikanischer Gitarrist
- Pete Davidson (* 1993), US-amerikanischer Comedian und Schauspieler
- Pete Docter (* 1968), US-amerikanischer Regisseur und Drehbuchautor
- Pete Domenici (1932–2017), US-amerikanischer Politiker
- Pete Dwojak (* 1982), deutscher Moderator
- Pete Fenson (* 1968), US-amerikanischer Curler
- Pete Fountain (1930–2016), US-amerikanischer Klarinettist
- Pete Henderson (1895–1940), kanadischer Automobilrennfahrer
- Pete Henry (1897–1952), US-amerikanischer American-Football-Spieler und -Trainer
- Pete Hoekstra (* 1953), US-amerikanischer Politiker
- Pete Jacobs (* 1981), australischer Triathlet
- Pete Johnson (1904–1967), US-amerikanischer Pianist
- Pete LaRoca (1938–2012), US-amerikanischer Jazzschlagzeuger
- Pete LoPresti (* 1954), US-amerikanischer Eishockeytorwart
- Pete Lovely (1926–2011), US-amerikanischer Autorennfahrer
- Pete Mahovlich (* 1946), kanadischer Eishockeyspieler und -trainer
- Pete Postlethwaite (1946–2011), britischer Schauspieler
- Pete Rock (* 1970), US-amerikanischer DJ, Produzent und Rapper
- Pete Rozelle (1926–1996), US-amerikanischer Sportfunktionär
- Pete Rugolo (1915–2011), US-amerikanischer Komponist
- Pete Sampras (* 1971), US-amerikanischer Tennisspieler
- Peter Schoening (1927–2004), US-amerikanischer Bergsteiger
- Pete Seeger (1919–2014), US-amerikanischer Musiker
- Pete Smith (1892–1979), US-amerikanischer Filmproduzent
- Pete Smith (* 1940), US-amerikanischer Baseballspieler
- Pete Smith (* 1966), US-amerikanischer Baseballspieler
- Pete Tong (* 1960), englischer DJ
- Pete Townshend (* 1945), britischer Musiker
- Pete Travis (* ?), britischer Filmregisseur
- Pete Trewavas (* 1959), britischer Musiker
- Pete Vandermeer (* 1975), kanadischer Eishockeyspieler
- Pete Wentz (* 1979), US-amerikanischer Musiker
- Pete Wilson (* 1933), US-amerikanischer Politiker
- Pete York (* 1942), britischer Schlagzeuger
- Pete Yorn (* 1974),  US-amerikanischer Singer-Songwriter

Kampfname:
- Furious Pete (* 1985), kanadischer Wettkampfesser

### Nachname
- Adam Marian Pete (* 1966), deutsch-polnischer Maler und Lyriker
- Lee Pete (1924–2010), US-amerikanischer Hörfunkmoderator und American-Football-Spieler
- Sharon Walsh-Pete (* 1952), US-amerikanische Tennisspielerin